# GJ 3379
GJ 3379 is een vlamster met een magnitude van +11,31 in het sterrenbeeld Orion met een spectraalklasse van M3.5Ve. De ster bevindt zich 16,99 lichtjaar van de zon.